# Lucie Silvas

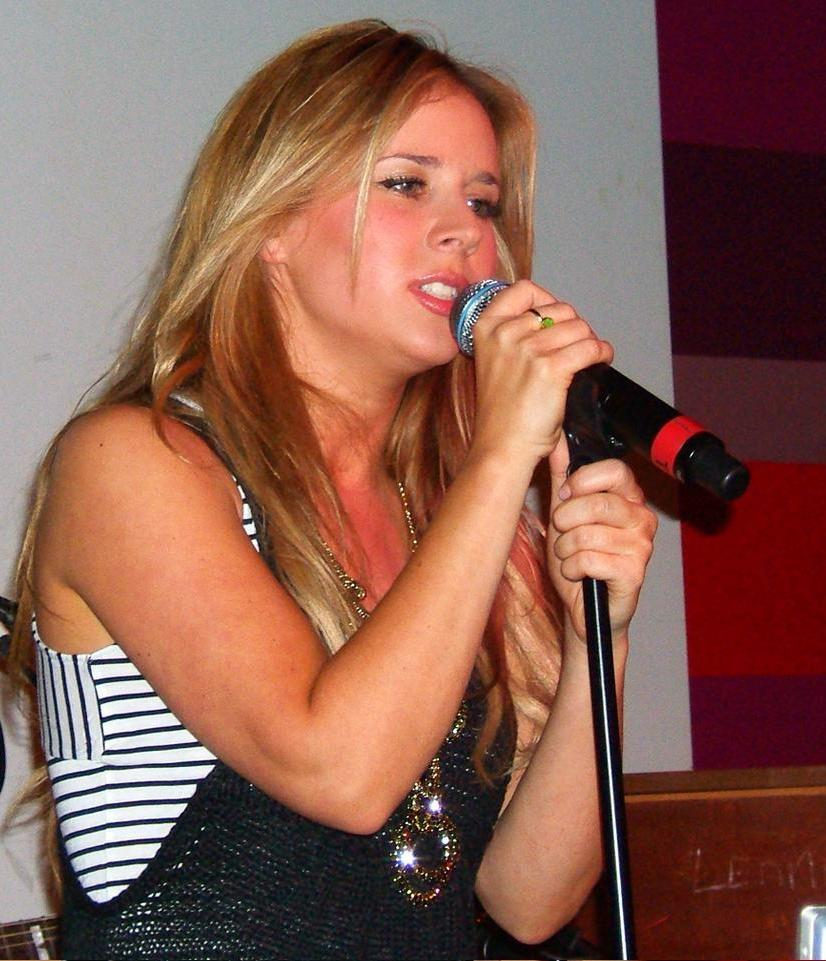
Lucie Silvas (2007)

Lucie Silvas (* 4. September 1977 als Lucie Joanne Silverman) ist eine britische Singer-Songwriterin.

## Leben & Karriere
Lucie Silvas verbrachte ihre Kindheit in Neuseeland. Sie begann mit fünf Jahren mit Klavierspielen und schrieb mit zehn ihr erstes Liebeslied. Zurück in England studierte sie Musik am College. Heute lebt sie in Leicester.
Mit 17 traf Silvas Gary Barlow und begleitete ihn auf dessen Open Road Tour. Es folgte der erste Plattenvertrag, sie unterstützte Macy Gray und M People, traf auf Chris Martin, der von ihrer Stimme begeistert ist.
Silvas hat mit dem Schreiben von Liedern immer noch mehr Erfolg als mit dem Singen. Sie schrieb unter anderem schon Songs für Rachel Stevens, Gareth Gates und Liberty X. 2005 veröffentlichte sie ihr erstes eigenes Album Breathe In mit Eigen- und Fremdkompositionen, wie etwa Metallicas Nothing Else Matters.

## Diskografie

### Studioalben
| Jahr | Titel             | Höchstplatzierung, Gesamtwochen, AuszeichnungChartplatzierungen (Jahr, Titel, Platzierungen, Wochen, Auszeichnungen, Anmerkungen) | Höchstplatzierung, Gesamtwochen, AuszeichnungChartplatzierungen (Jahr, Titel, Platzierungen, Wochen, Auszeichnungen, Anmerkungen) | Anmerkungen                                                |
| Jahr | Titel             | AT | UK | Anmerkungen                                                |
| ---- | ----------------- | --- | --- | ---------------------------------------------------------- |
| 2004 | Breathe In        | AT13 (7 Wo.)AT | UK11 Platin · (35 Wo.)UK | Erstveröffentlichung: 11. Oktober 2004 Verkäufe: + 470.000 |
| 2006 | The Same Side     | — | UK62 (2 Wo.)UK | Erstveröffentlichung: 20. Oktober 2006 Verkäufe: + 35.000  |
| 2015 | Letters to Ghosts | — | — | Erstveröffentlichung: 18. September 2015                   |
| 2018 | E.G.O.            | — | — | Erstveröffentlichung: 24. August 2018                      |

### EPs
- 2000: Forget Me Not
- 2015: Lucie Silvas

### Singles als Leadmusikerin
| Jahr | Titel Album                     | Höchstplatzierung, Gesamtwochen, AuszeichnungChartplatzierungen (Jahr, Titel, Album, Platzierungen, Wochen, Auszeichnungen, Anmerkungen) | Höchstplatzierung, Gesamtwochen, AuszeichnungChartplatzierungen (Jahr, Titel, Album, Platzierungen, Wochen, Auszeichnungen, Anmerkungen) | Höchstplatzierung, Gesamtwochen, AuszeichnungChartplatzierungen (Jahr, Titel, Album, Platzierungen, Wochen, Auszeichnungen, Anmerkungen) | Höchstplatzierung, Gesamtwochen, AuszeichnungChartplatzierungen (Jahr, Titel, Album, Platzierungen, Wochen, Auszeichnungen, Anmerkungen) | Anmerkungen                                                |
| Jahr | Titel Album                     | DE | AT | CH | UK | Anmerkungen                                                |
| ---- | ------------------------------- | --- | --- | --- | --- | ---------------------------------------------------------- |
| 2000 | It’s Too Late Forget Me Not     | — | — | — | UK62 (1 Wo.)UK | Erstveröffentlichung: Juni 2000                            |
| 2004 | What You’re Made of Breathe In  | DE73 (8 Wo.)DE | AT22 (13 Wo.)AT | CH46 (7 Wo.)CH | UK7 (9 Wo.)UK | Erstveröffentlichung: 4. Oktober 2004                      |
| 2005 | Breathe In                      | DE86 (6 Wo.)DE | — | — | UK6 (7 Wo.)UK | Erstveröffentlichung: 17. Januar 2005                      |
| 2005 | The Game Is Won Breathe In      | — | — | — | UK38 (2 Wo.)UK | Erstveröffentlichung: 2. Mai 2005                          |
| 2005 | Don’t Look Back Breathe In      | — | — | — | UK34 (3 Wo.)UK | Erstveröffentlichung: 25. Juli 2005                        |
| 2005 | Nothing Else Matters Breathe In | DE38 (10 Wo.)DE | — | — | — | Erstveröffentlichung: 31. Oktober 2005 Original: Metallica |
| 2005 | Forget Me Not Breathe In        | — | — | — | UK76 (1 Wo.)UK | Erstveröffentlichung: 19. Dezember 2005                    |
| 2006 | Last Year The Same Side         | — | — | — | UK79 (1 Wo.)UK | Erstveröffentlichung: 6. November 2006                     |

### Singles als Gastmusikerin
| Jahr | Titel Album                              | Höchstplatzierung, Gesamtwochen, AuszeichnungChartplatzierungen (Jahr, Titel, Album, Platzierungen, Wochen, Auszeichnungen, Anmerkungen) | Höchstplatzierung, Gesamtwochen, AuszeichnungChartplatzierungen (Jahr, Titel, Album, Platzierungen, Wochen, Auszeichnungen, Anmerkungen) | Höchstplatzierung, Gesamtwochen, AuszeichnungChartplatzierungen (Jahr, Titel, Album, Platzierungen, Wochen, Auszeichnungen, Anmerkungen) | Anmerkungen                                                            |
| Jahr | Titel Album                              | DE | AT | CH | Anmerkungen                                                            |
| ---- | ---------------------------------------- | --- | --- | --- | ---------------------------------------------------------------------- |
| 2006 | Même si (What You’re Made of) Olympia 06 | — | — | CH26 (13 Wo.)CH | Erstveröffentlichung: 9. Mai 2006 Grégory Lemarchal feat. Lucie Silvas |
| 2006 | The Only Ones Wish                       | DE23 (15 Wo.)DE | AT26 (12 Wo.)AT | CH32 (17 Wo.)CH | Erstveröffentlichung: 8. Dezember 2006 Reamonn feat. Lucie Silvas      |

## Auszeichnungen für Musikverkäufe
| Goldene Schallplatte - Niederlande - 2006: für das Album The Same Side Platin-Schallplatte - Niederlande - 2006: für das Album Breathe In - Spanien - 2006: für das Album Breathe In |

Anmerkung: Auszeichnungen in Ländern aus den Charttabellen bzw. Chartboxen sind in ebendiesen zu finden.
| Land/RegionAuszeichnungen für Musikverkäufe (Land/Region, Auszeichnungen, Verkäufe, Quellen) | Gold  | Platin     | Verkäufe | Quellen             |
| -------------------------------------------------------------------------------------------- | ----- | ---------- | -------- | ------------------- |
| Niederlande (NVPI)                                                                           | Gold1 | Platin1    | 105.000  | nvpi.nl             |
| Spanien (Promusicae)                                                                         | —     | Platin1    | 100.000  | elportaldemusica.es |
| Vereinigtes Königreich (BPI)                                                                 | —     | Platin1    | 300.000  | bpi.co.uk           |
| Insgesamt                                                                                    | Gold1 | 3× Platin3 |          |                     |